# 소런 톰프슨
소런 헌터 마일스 서스먼 톰프슨(영어: Soren Hunter Miles Sussman Thompson, 1981년 5월 5일 ~ )은 미국의 펜싱 선수로 주 종목은 에페이다. 그는 2004년 하계 올림픽에 참여하였다. 그는 이 대회의 개인전에서 8강까지 올라갔다.
톰프슨은 99년에 토레이 파인스 고등학교를 졸업하였고, 2005년에 프린스턴 대학교에서 건축학을 전공하고 졸업하였다.

## 펜싱 경력
톰프슨은 7세때 캘리포니아 대학교 샌디에이고의 레크레이션 수업에 참여하면서 펜싱을 시작하였다. 12세때 그는 로스 엔젤레스로 2시간씩 통학하였다. 그는 곧 미국 내에서 최고 랭킹의 주니어 선수에 올랐다. 톰프슨은 이 기간동안 25개국을 돌며 펜싱 대회에 참가하고 훈련에 임하였다.
그는 현재 뉴욕 아틀레틱 클럽 소속이고 콜로라도 스프링스에 위치한 올림픽 선수촌에서도 훈련을 받는다. 그를 지도했던 코치로는 앨리슨 레이드, 리사 포스투무스, 가고 데미르치안, 예핌 리트반, 미셸 세바스티아니, 헤이자부로 오카와, 압델 살렘, 그리고 미카엘 다사로가 있다.

### NCAA 챔피언쉽
프린스턴 대학교 재학 당시 미첼 세바스티아니의 지도를 받은 톰프슨은 2001년에 NCAA 에페 부문 우승을 거두었고, 이듬해에는 준우승을 거두었으며, 2005년에는 3위에 입상하였다.
그는 NCAA에서 활동하며 2001년, 2002년, 2005년에 미국 주전 올 아메리칸 자리에 올랐고, 2003년에는 명예 올 아메리칸에 올랐으며, 1군 올아이비를 2001년부터 2003년, 2005년에, 아카데믹 올아이비를 2005년에 올랐다.
2005년 프린스턴은 그에게 윌리엄 윈스톤 로퍼 트로피를 수상하였다.

### 주니어 국내대회
톰프슨은 주니어 국내대회의 에페 부문에서 3번 우승하였다.

### 북아메리카 컵
그는 현재 NAC 챔피언이다.

### 월드컵
톰프슨은 2004년 부에노스 아이레스에서 열린 에페 월드컵에서 준우승을 거두었다.

### 세계선수권
1999년, 그는 주니어 세계선수권 단체전에서 동메달을 목에 걸었다.
2003년 세계선수권에서 그는 8강에 올랐는데, 이 과정에서 그는 1번 시드인 헝가리의 코버치 이번을 15-14 1점차로 이겼다.
2004년, 톰프슨은 171명이 참가한 대회에서 16강까지 올라갔다.
2006년, 그는 세계선수권 대회의 에페 부문에서 26위로 마쳤다.

### 하계 올림픽
톰프슨은 2004년 하계 올림픽에서 미국 대표로 출전하여 8강에 진출하였고, 단체전에서는 최종 5위에 올랐다. 그는 개인전 8강에 오르는 도중에 16강에서 당시 세계랭킹 1위였던 이탈리아의 알프레도 로타를 접전끝에 15-13으로 이겼다. 그러나 그는 8강에서 2000년 하계 올림픽의 디펜딩 챔피언인 러시아의 파벨 콜롭코프에게 11-15로 패하며 탈락하였다. 그는 약 50년 만에 처음으로 남자 에페 개인전 8강에 올랐다. 그는 2012년 하계 올림픽에서 미국 대표로 8년 만에 다시 올림픽에 출전하였다. 그러나, 그는 독일의 외어흐 피들러에게 4-15로 첫판에 대패하며 탈락하였다.

### 팬아메리칸 게임
2003년 팬아메리칸 게임에서 톰프슨은 4위를 차지한 남자 에페 단체 대표팀

### 마카비아 게임
톰프슨은 유대인으로써 마카비아 게임 진출자격이 있다. 그는 2005년 제에서 단체전 은메달을 |url=http://www.pcsfencing.com/news/maccabiah.html 보관됨 2007-02-22 - 웨이백 머신 |제목=보관된 사본 070222003920/http://www.pcsfencing.com/news/maccabiah.html 보관됨 2007-02-22 - 웨이백 머신 |보존날짜=2007년 2월 22일 |url-status=dead }}</ref>

### 펜싱에 대한 접근
톰프슨의 플레이스타일은 약 5-6명가량의 코치의 영향을 받았다. 톰프슨은 여러 제한을 한대모아 각 상대를 격파하기 좋은 패턴을 생각해 내에 승리를 차지한다. "너는 모든것을 잘 마추어 상대를 공략할 방법을 찾아낼 수 있다," 그는 말하였다. "머리를 써야 한다."

## 기타 사항
- 톰프슨은 현재 샌디에이고에 거주한다.